# Alimenta La Solidaridad
Alimenta la Solidaridad es una organización no gubernamental que tiene como objetivo combatir la inseguridad alimentaria en Venezuela.

## Historia
Alimenta la Solidaridad fue fundada a mediados de 2016 e instaló su primer comedor en el sector popular de La Vega, donde la organización se comprometió a la distribución de alimentos para 60 niños. La organización tiene como objetivo combatir la inseguridad alimentaria en Venezuela y ayudar a niños de diversos sectores populares que presentan un cuadro de desnutrición debido a la crisis alimentaria del país.
Para 2020, el programa tenía presencia en 14 estados del país y disponía de 214 comedores con una capacidad para atender a 14 400 niños diariamente, habiendo servido más de siete millones platos de comida. Además del municipio Libertador de Caracas, la red de comedores tenía presencia en los estados Sucre, Anzoátegui, el Distrito Capital, Miranda, Aragua, Carabobo, Yaracuy, Lara, Falcón, Portuguesa, Táchira, Vargas y Zulia. En Caracas, Alimenta la Solidaridad estaba en los sectores populares de Antímano, Cota 905, Chapellín, Pinto Salinas, Las Mayas, Los Mecedores, Caricuao, El Valle, Nuevo Horizonte y Catia.
Durante la pandemia de COVID-19, los niños no podían ir a los comedores por las medidas de distanciamiento social, por lo que Alimenta la Solidaridad cambió su logística y junto con un grupo de voluntarios empezó a llevar los almuerzos a sus casas.
En noviembre de 2020 la Superintendencia de las Instituciones del Sector Bancario (Sudeban) congeló las cuentas bancarias de la organización, afectando a más de 25.000 niños y familias en riesgo de inseguridad alimentaria. El equipo de Alimenta la Solidaridad y Caracas Mi Convive denunciaron y rechazaron el hostigamiento.